# Darány, Somogy
Darány  este un sat în districtul Barcs, județul Somogy, Ungaria, având o populație de 970 de locuitori (2011). 

## Demografie
Componența etnică a satului Darány
     Maghiari (83,09%)
     Romi (9,43%)
     Croați (7,09%)
     Germani (0,39%)
Componența confesională a satului Darány
     Reformați (21,13%)
     Fără religie (12,06%)
     Necunoscută (65,57%)
     Alte religii (2,99%)
Conform recensământului din 2011, satul Darány avea 970 de locuitori. Din punct de vedere etnic, majoritatea locuitorilor (83,09%) erau maghiari, existând și minorități de romi (9,43%) și croați (7,09%). Nu există o religie majoritară, locuitorii fiind reformați (21,13%) și persoane fără religie (12,06%). Pentru 65,57% din locuitori nu este cunoscută apartenența confesională.